# Worońkiw
Worońkiw (ukr. Вороньків) – wieś na Ukrainie, w obwodzie kijowskim, w rejonie boryspolskim, siedziba hromady. W 2001 liczyła 4038 mieszkańców, spośród których 3918 wskazało jako ojczysty język ukraiński, 108 rosyjski, 2 mołdawski, 1 białoruski, 8 ormiański, a 1 inny.